# Călărași Divin
Călărași Divin SA este una din cele mai vechi și importante companii vinicole din Republica Moldova. Aceasta s-a dezvoltat pe baza unei distilării construite la Călărași în anul 1896. Compania este specializată mai cu seamă în producerea băuturilor alcoolice tari viticole, preponderent coniacuri/divinuri.

## Capacități
Întreprinderea este una din cele mai mari din țară și dispune de următoarele capacități:
- Producerea distilatelor din vin – 60 mii dal alcool anhidru
- Maturarea distilatelor – 250 mii dal alcool
- Producerea divinului – 100 mii dal
- Producerea brandy-ului – 50 mii dal
- Păstrarea, limpezirea și îmbutelierea vinurilor – 1,5 mln dal pe an.